# Inocybe
Inocybe es un género de hongos de la familia Inocybaceae del orden Agaricales. Varias especies del género contienen muscarina por lo que resultan tóxicos.

## Especies
Algunas especies relevantes del género son:
- Inocybe adaequata
- Inocybe aeruginascens Babos, 1968, - psicoactivo[2]
- Inocybe calamistrata
- Inocybe coelestium
- Inocybe curvipes
- Inocybe erubescens
- Inocybe geophylla
- Inocybe haemacta
- Inocybe hystrix
- Inocybe lacera
- Inocybe obscura
- Inocybe rimosa
- Inocybe saliceticola Vauras & Kokkonen, 2009
- Inocybe sororia[3]
- Inocybe tricolor
- Inocybe violaceocaulis